# Tributo Brian Wilson
Tributo Brian Wilson es un álbum en homenaje al músico estadounidense Brian Wilson y al grupo The Beach Boys, grabado y editado por el músico argentino Litto Nebbia junto a otros artistas en 2002.

## Detalles
El álbum lleva como subtítulo: "Un homenaje argentino al gran compositor de los Beach Boys". 
Fue lanzado por el sello de Litto Nebbia, Melopea Discos, y está integrado mayormente por versiones de canciones de The Beach Boys junto a algunas composiciones de Nebbia. 
Otros intérpretes que colaboraron en este trabajo son el grupo Super Ratones, Miranda Nebbia, César Franov, Patricio Villarejo y el Grupo Vocal Melopea.

## Lista de canciones
| N.º | Título                                      | Vocalista principal | Duración |  |
| 1.  | «Intro a Brian» (Litto Nebbia)              | Litto Nebbia        | 2:09     |  |
| 2.  | «Caroline No» (B. Wilson/T. Asher)          | Litto Nebbia        | 2:59     |  |
| 3.  | «In My Room» (B. Wilson/Gary Usher)         | Miranda Nebbia      | 2:35     |  |
| 4.  | «Please Let Me Wonder» (B. Wilson/M. Love)  | Litto Nebbia        | 4:02     |  |
| 5.  | «The Warmth of the Sun» (B. Wilson/M. Love) | Litto Nebbia        | 4:13     |  |
| 6.  | «'Til I Die» (B. Wilson)                    | Super Ratones       | 2:28     |  |
| 7.  | «God Only Knows» (B. Wilson/T. Asher)       | Litto Nebbia        | 3:08     |  |
| 8.  | «Let Him Run Wild» (B. Wilson)              | César Franov        | 3:53     |  |

| 9. Suite para Brian Wilson |                                                          |                     |          |  |
| N.º                        | Título                                                   | Vocalista principal | Duración |  |
| 10.                        | «By My Love»                                             |                     | 3:06     |  |
| 11.                        | «A Long Long Time Ago»                                   |                     | 3:26     |  |
| 12.                        | «Shine in the Stone»                                     |                     | 4:21     |  |
| 13.                        | «Finale» (Incluye fragmento de "Passing By" (B. Wilson)) |                     | 3:06     |  |

| N.º | Título                                                           | Vocalista principal | Duración |  |
| 14. | «Caroline No» (B. Wilson/T. Asher)                               | Miranda Nebbia      | 1:59     |  |
| 15. | «Wonderful» (B. Wilson/V. D. Parks)                              | Grupo Vocal Melopea | 2:12     |  |
| 16. | «Don't Talk (Put Your Head on My Shoulder)» (B. Wilson/T. Asher) | Patricio Villarejo  | 2:44     |  |
| 17. | «Girl Don't Tell Me» (B. Wilson)                                 | Litto Nebbia        | 2:36     |  |
| 18. | «End of Love Work» (L. Nebbia)                                   | Litto y Miranda     | 0:43     |  |